# روهرباخ آندر گولسن
روهرباخ آندر گولسن (به آلمانی: Rohrbach an der Gölsen) یک منطقهٔ مسکونی در اتریش است که در ناحیه لیلینفلد واقع شده‌است. روهرباخ آندر گولسن ۱٬۵۴۶ نفر جمعیت دارد.